# Batalha do Rio Elands (1900)

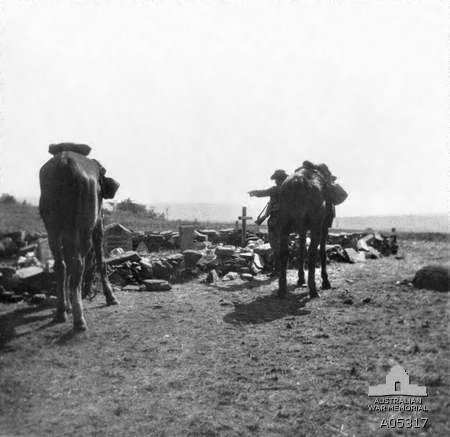
Um soldado do 3º contingente de bosquímanos de Nova Gales do Sul em Elands River, África do Sul, em 1901. O túmulo é de um dos homens mortos durante o cerco de 4 a 16 de agosto de 1900.

A Batalha do Rio Elands foi um confronto da Segunda Guerra dos Bôeres que ocorreu entre 4 e 16 de agosto de 1900 no oeste do Transvaal. A batalha foi travada em Brakfontein Drift perto do rio Elands entre uma força de 2 000 a 3 000 bôeres e uma guarnição de 500 soldados australianos, rodesianos, canadenses e britânicos, que estava estacionado lá para proteger um depósito de suprimentos britânico que havia sido estabelecido ao longo da rota entre Mafeking e Pretória. A força Boer, que consistia em vários comandos sob a liderança geral de Koos de la Rey, precisava desesperadamente de provisões depois que combates anteriores o cortaram de sua base de apoio. Como resultado, decidiu-se atacar a guarnição ao longo do rio Elands na tentativa de capturar os suprimentos ali localizados.

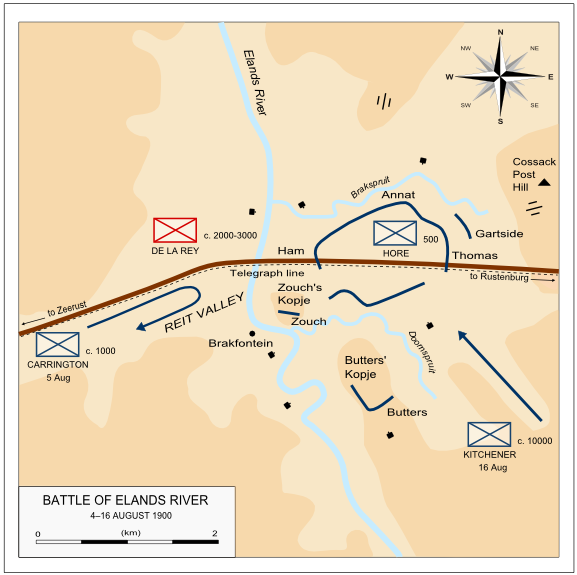
Batalha do rio Elands, 4–16 de agosto de 1900.

Ao longo de 13 dias, o depósito de suprimentos do rio Elands foi fortemente bombardeado por várias peças de artilharia instaladas ao redor da posição, enquanto bôeres equipados com armas pequenas e metralhadoras cercavam a guarnição e mantinham os defensores sob fogo. Em menor número e isolados, os defensores foram convidados a se render pelo comandante bôer, mas recusaram. O cerco foi posteriormente levantado quando a guarnição foi substituída por uma coluna voadora de 10 000 homens liderada por Lord Kitchener. O esforço de socorro, embora bem-sucedido, afastou as forças dos esforços para capturar um comandante bôer, Christiaan de Wet, que finalmente conseguiu escapar da captura britânica. Isso, junto com a dificuldade que os britânicos tiveram em efetuar o alívio, elevou o moral dos bôeres, embora os esforços dos defensores também tenham atraído elogios dos comandantes dos bôeres.